# Ferrocarril Salejard-Igarka
El Ferrocarril Salejard-Igarka, también llamado Línea principal Transpolar (Трансполярная магистраль, Transpolyarnaya Magistral), Ferrocarril de la Muerte o Camino de Muerte (Мёртвая дорога) fue un proyecto de línea ferroviaria del sistema de gulag soviético que tuvo lugar entre 1949 y 1953. Fue parte del gran diseño de Stalin de trazar una línea de ferrocarril a través de Siberia septentrional para alcanzar los territorios más al este de la Unión Soviética. Contaba con un ancho de vía de 1520 mm. La conexión entre Salejard e Igarka medía 1.297 km de longitud. El proyecto fue construido mayoritariamente por prisioneros sobre todo políticos, condenados a trabajo forzado, de los cuales murieron miles.

## Propósito
El propósito del ferrocarril reside en tres circunstancias: facilitar la exportación de níquel desde la vecina Norilsk; hacer trabajar a los miles de prisioneros tras la guerra, y conectar los puertos marítimos de Salejard e Igarka con la red de ferrocarriles rusos del oeste. Al haberse trasladado la industria soviética a Siberia occidental durante la Segunda Guerra Mundial, se vio como una ventaja estratégica el poder trasladar suministros a los puertos del Océano Ártico. Salejard está a orillas del río Obi, río abajo de Novosibirsk y de Omsk, e Igarka está a orillas del Yeniséi, al norte de Krasnoyarsk, Irkutsk y el lago Baikal.

## Historia

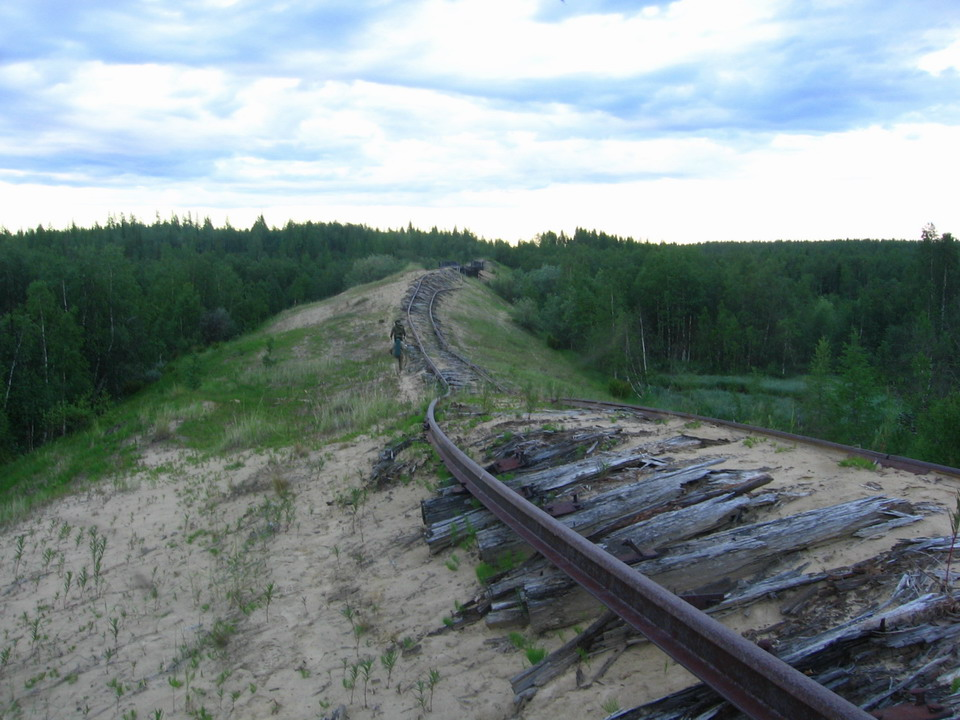
Restos del ferrocarril abandonado entre Salejard y Nadym.

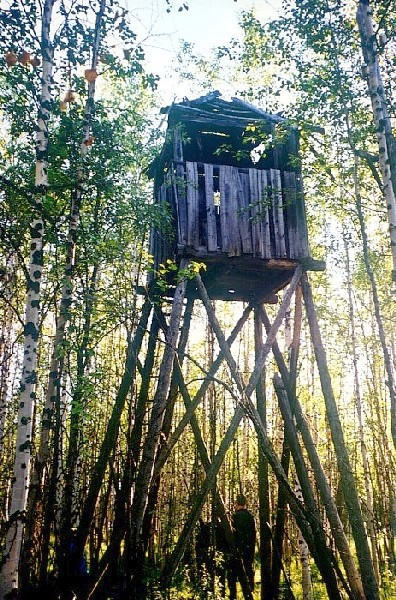
Torre de vigilancia cerca de Turujansk, parte del Campo de Trabajo 503.

El trabajo forzado de prisioneros fue usado para construir los ferrocarriles del Imperio ruso y posteriormente para los de la Unión Soviética durante la rápida industrialización de la década de 1930.
La construcción del ferrocarril Salejard-Igarka empezó en el verano de 1949 bajo la supervisión del coronel V.A. Barabanov. El Campo de Trabajo 501 empezó el trabajo desde Salejard hacia el este, mientras el Campo de Trabajo 503 lo inició hacia el oeste desde Igarka. Según los planes sería una línea sencilla de ferrocarril con 28 estaciones y 106 apartaderos. No era factible el construir puentes sobre el Obi (debía medir 2,3 km) ni sobre el Yeniséi (1,6 km). Se utilizaban transbordadores en verano, mientras que en invierno los trenes atravesaban la superficie helada de los ríos con unas traviesas especialmente reforzadas.
Se estima que entre 80.000 y 120.000 trabajadores se encargaron del proyecto. En invierno, la construcción era obstaculizada por el severo frío, el permafrost, y la falta de alimentos. En verano, el terreno pantanoso, las enfermedades, y la pestilencia que transportaban mosquitos de todo tipo y tábanos. Desde el punto de vista técnico, los problemas de ingeniería incluían la construcción sobre el permafrost, un deficiente sistema logístico y plazos apretados unidos a la severa falta de maquinaria. Como resultado los terraplenes del ferrocarril, o bien se hundían lentamente en los pantanos, o bien se erosionaban. También faltaban materiales, por lo que se enviaron secciones de un metro de vía provenientes de ferrocarriles dañados por la guerra, que se volvían a soldar para conseguir tramos de diez metros.
Con el progreso del proyecto se hizo claro lo poco interesante desde el punto de vista económico que era la obra. En 1952, los oficiales al mando permitieron un descenso del ritmo de las obras, que fueron paradas en 1953, tras la muerte de Stalin. Se completaron 699 km de ferrocarril a un coste oficial de 260 millones de rublos, que luego se estimaría que en realidad fueron cerca de 42 mil millones de rublos de 1953 (el 2,5% de la inversión de capital soviético en ese tiempo). Lo que estaba construido pronto fue destruido por las heladas y los defectos estructurales. Al menos once locomotoras y 60.000 toneladas de metal fueron abandonadas, y los puentes cayeron o se quemaron. A pesar de ello, la red telefónica del corredor se mantuvo en servicio hasta 1976.
Alrededor de 350 km de vía entre Salejard y Nadym permanecieron operativos desde la década de 1950 hasta la de 1980. En 1990, la línea fue cerrada al tráfico, y, debido a la subida de los precios del acero, los primeros 92 km desde Salejar fueron desmantelados y reciclados durante la misma década. 
Como nota de interés cabe destacar, que cerca del año 2000, empezó a discutirse la construcción de un ferrocarril hasta Norilsk, unos 220 km al norte de Igarka, siguiendo en gran parte el corredor original, para dar apoyo a las industrias del níquel y el petróleo.